# البوابة الثانية (مسلسل)
البوابة الثانية مسلسل مصري درامي عرض عام 2009.

## قصة المسلسل
تدور أحداث المسلسل حول دكتوره في الجامعة لديهاأبن أثناء قيامه برحلة في سيناء مع أصدقائه يتم أعتقاله داخل السجون الأسرائلية فتكتشف الدكتوره ذلك وتبدأفي عملية البحث عنه ومحاوله إخراجه من المعتقل

## الممثلون المشاركون
- أحمد ماهر
- نبيلة عبيد
- هشام عبد الحميد
- غرام هندي
- كريم علي
- ريم بشناق
- رشا فؤاد
- محمد صلاح
- هبة عبد العزيز
- محمود عامر

وغيرهم من الممثلين